# Haploblepharus fuscus
Haploblepharus fuscus är en hajart som beskrevs av James Leonard Brierley Smith 1950. Haploblepharus fuscus ingår i släktet Haploblepharus, och familjen rödhajar. IUCN kategoriserar arten globalt som sårbar. Inga underarter finns listade.